# Sindi (grad)
Sindi je grad u okrugu Pärnumaa, jugozapadna Estonija. Udaljen je 14 km od glavnoga grada okruga Pärnua. Sindi se nalazi na lijevoj obali rijeke Pärnu.
Sindi se prostire na 5 km² i ima 4.049 stanovnika (2006.). Nalazi se na 14 metara nadmorske visine.
Na području Sindija bilo je mezolitsko naselje Pulli koje datira od oko 8.500 godine prije Krista, te je najstarije poznato naselje u Estoniji. Otkrili su ga geolozi 1965. godine. Ime grada dolazi od Clauss Zindta, gradonačelnika Pärnua koji je osnovao dvorac (Zintenhof) na ovom području. Današnje naselje se formira 1833. oko tvornice tekstila. Službeno postaje općina 1921., a grad 1938. godine. Važno za razvoju grada bilo je osnivanje željezničkog kolodvora 1928. koji je djelovao do 1970.

## Vanjske poveznice
- Sindi - Službene stranice (na estonskom)